# Ptiloris intercedens
Ptiloris intercedens (лат.) — вид воробьиных птиц из семейства райских птиц (Paradisaeidae), эндемик Папуа-Новой Гвинеи.

## Общие сведения
Птица средних размеров. Самец окрашен ярко, в окрасе самки преобладает ржаво-коричневый цвет. Самцы полигамны. В диету входят в основном фрукты и членистоногие. В границах своего ареала в восточной части Новой Гвинеи эта райская птица обычна и не является редкой, поэтому МСОП присвоила ей охранный статус LC (виды, вызывающие наименьшие опасения). Иногда Ptiloris intercedens считают подвидом внешне схожей великолепной щитоносной райской птицы, однако между ними есть различия в окрасе оперения, песне самца и пр.